# Vuelo 120 de TAME
El vuelo 120 de TAME fue un Boeing 727-134, con registro HC-BLF, con nombre El Oro operando un vuelo de pasajeros entre Quito, Ecuador y Cali, Colombia, con escala en Tulcán. La aeronave se estrelló en el intento de aterrizaje al Aeropuerto Internacional Teniente Luis Mantilla en Tulcán el 28 de enero de 2002. El piloto, en el aterrizaje, reportó brumosas condiciones y choco contra el Volcán Cumbal, localizado cerca de Ipiales, Colombia, a las 10:23 de la mañana. Todos los pasajeros y tripulación murieron en el accidente.

## Cronología del vuelo
El Boeing 727-100 partió de Quito a las 10:03 hora local, despegando de la Pista 17. El avión subió a una altitud de crucero de 18,000 pies (5,500 m) y continuó hacia el noreste a lo largo de la vía aérea G-675. El partido de ida, entre Quito y Tulcán, fue corto. A las 10:15 HC-BLF hizo contacto con la torre de control de Tulcán, en cuyo punto se colocó a 29 millas (25 millas náuticas; 47 km) del NDB de Tulcán. A la tripulación se les dio permiso para descender a 14.000 pies (4.300 m), y se les proporcionó las condiciones climáticas y se les autorizó la aproximación. El enfoque NDB a la pista 23 en el aeropuerto Teniente Coronel Luis A. Mantilla tomaría el avión directamente sobre el aeropuerto, con 085 grados; el avión luego giraría a la izquierda hacia la partida 233 después de 1,5 minutos, volando a 180 nudos (210 mph; 330 km/h), mientras descendía a una altitud final de 11.500 pies (3.500 m). La elevación de la pista es de 9.679 pies (2.950 m). Existen numerosas cordilleras y picos ubicados en las cercanías del aeropuerto, que se encuentra en lo alto de las montañas de los Andes. El volcán Cumbal, que se eleva a una altitud de 15.626 pies (4.763 m), se encuentra a menos de 20 millas (32 km) al oeste del aeropuerto.
El avión entró en el enfoque desde el suroeste, pasando ligeramente al oeste del NDB, en lugar de directamente sobre él. El piloto comenzó el giro correctamente, pero estaba volando demasiado rápido; el avión volaba a 230 nudos (430 km/h), en lugar de los 180 requeridos. Esto tomó el 727 de ancho de su curso previsto; cuando llegó a un rumbo oeste, no volaba hacia la pista, sino hacia el costado del volcán Cumbal.
El avión se estrelló contra la ladera de la montaña a las 10:23 a. m., después de lo cual no se hizo más contacto con el vuelo. El impacto ocurrió a una elevación de 1.470 pies (450 m), unos 1.400 pies (430 m) debajo de la cumbre del volcán. La visibilidad era muy pobre en el momento del accidente; los restos no se encontraron hasta casi un día después.